# Vasse (rivier)
De Vasse is een rivier in de regio South West in West-Australië.

## Geschiedenis
De originele bewoners van het stroomgebied van de Vasse waren de Wardandi Nyungah Aborigines.
De Vasse werd vernoemd naar een zeeman die in de streek verdween tijdens Nicolas Baudins expeditie om de kust van wat toen nog Nieuw-Holland heette te verkennen. In 1830 stichtte een kleine groep kolonisten Augusta. De families Molloy en Bussell verhuisden enkele jaren later en vestigden de stations Cattle Chosen en Fairlawn langs de Vasse. De bossen waren er makkelijker te rooien en de kolonisten volgden er de aboriginesgewoonte om delen van het land af te branden. Op die manier maakten ze er weidegronden van. Andere kolonisten volgden.
Doorheen de jaren kwam het milieu in het stroomgebied van de Vasse onder enorme druk te staan. Bossen werden gerooid, irrigatiewerken uitgevoerd, dammen gebouwd, dorpen gesticht, wegen en spoorwegen aangelegd, grondstoffen gedolven en er werd aan extensieve landbouw en veeteelt gedaan door middel van bemesting. In 1907 werd de Vasse-stuw gebouwd om overstromingen tegen te gaan. Na de Eerste Wereldoorlog werden er Engelsen in de streek gevestigd door middel van Group Settlement Schemes.
Tegen 2000 woonden er 25.000 mensen in het opvanggebied van de Geographebaai waar het stroomgebied van de Vasse deel uitmaakt. De baai ontving toen ongeveer anderhalf miljoen toeristen per jaar. 80% van het stroomgebied van de Vasse is ontbost. Het landbouwgebied langs de benedenloop, dichtst bij de bewoonde plaatsen, staat onder druk vanwege residentiële ontwikkelingsprojecten.

## Geografie
De Vasse ontspringt in de Whicher-heuvels onder Chapman Hill en stroomt vervolgens, over de Swan-kustvlakte (En:Swan Coastal Plain), naar het noorden. De benedenloop stroomt door de stad Busselton en mondt uit in het Vasse-estuarium en vervolgens via de Wonnerup-inham en Geographebaai in de Indische Oceaan. 90% van het rivierwater stroomt niet langs de benedenloop maar wordt via een kanaal, de 'Vasse Diversion Drain', rechtstreeks de Geographebaai ingeleid.
De rivier wordt onderweg door enkele waterlopen gevoed waaronder:
- Canebreak Creek
- Black Snake Creek
- Green Gully
- Boxer Gully
- Sabina River

## Klimaat
Het stroomgebied van de Vasse kent een mediterraan klimaat met droge warme zomers en koele winters. De jaarlijkse regenval noteert tussen 800 en 1.000 mm. Sinds de jaren 1960 is er een duidelijke daling van de jaarlijkse neerslag waarneembaar. De daling 's winters bedraagt ongeveer 2% per decennium.

## Fauna en flora

### Fauna
Tijdens een studie in 2017 werden volgende inheemse vissen en rivierkreeften in de Vasse aangetroffen:
- Cherax cainii (endemische zoetwaterkreeft in het zuidwesten van West-Australië)
- Cherax quinquecarinatus (endemische zoetwaterkreeft in het zuidwesten van West-Australië)
- Nannoperca vittata (endemische zoetwatervis in het zuidwesten van West-Australië)
- Galaxias occidentalis (endemische zoetwatervis in het zuidwesten van West-Australië)
- Bostockia porosa (endemische zoetwatervis in het zuidwesten van West-Australië)
- Pseudogobius olorum (inheemse zoetwaterestuariumvis)
- Leptatherina wallacei (inheemse zoetwaterestuariumvis)
- Gambusia holbrooki (exoot)
- Cherax destructor (en:yabbi - exoot)

Onderstaande dieren werden door landeigenaren in het stroomgebied aangetroffen (meestal als prooi van exoten als katten):
- zoogdieren
  - tafa
  - Rattus fuscipes
  - zwartstaartbuidelmarter
  - voskoesoe
  - Australische beverrat
  - Pseudocheirus occidentalis
  - gewone kortneusbuideldas
  - westelijke grijze reuzenkangoeroe
- reptielen
  - Pseudonaja affinis
  - Australische tijgerslang
- amfibieën
  - kikkers: 12 soorten
  - hagedissen: Ergenia luctuosea, Ergenia pulchra en Leiolopisma trilineata
  - Australische slangenhalsschildpadden
- ongewervelden
  - Westralunio carteri (kwetsbare zoetwatermosselsoort - endemisch in West-Australië)
- vogels
  - zwart waterhoen
  - meerkoet
  - wenkbrauweend
  - Port-lincolnparkiet
  - Petroica, Eopsaltria en Malurus
  - wigstaartarend
  - dunsnavelraafkaketoe (bedreigd)
- exoten
  - zwarte rat
  - bruine rat
  - kat
  - wild zwijn
  - vos
  - huismuis
  - konijn
  - kookaburra